# Barnim I av Pommern
Barnim I av Pommern, död 1278 var regerande hertig av Pommern-Stettin 1220-1264 och av det enade Pommern 1264–1278.
Barnim lyckades sedan Valdemar Sejr 1223 tillfångatagits befria sitt land från dansk överhöghet. Genom grundande av kloster och städer främjade han Pommerns förtyskning.